# Meier Tobler
Die Meier Tobler Group AG mit Sitz in Schwerzenbach ist ein Schweizer Gebäudetechnik-Unternehmen. Es entstand Anfang 2018 aus dem Zusammenschluss der Walter Meier AG mit der Tobler Haustechnik AG. Der an der SIX Swiss Exchange kotierte Konzern ist im Schweizer Heizungs-, Lüftungs- und Klimamarkt tätig und beliefert kommerzielle wie private Liegenschaften. 2024 erzielte die Meier Tobler AG mit  1'276 Mitarbeitern einen Umsatz von rund 496,2 Mio. Schweizer Franken.

## Geschichte
Das Unternehmen wurde 1937 von Walter Meier als Werkzeugmaschinenhersteller gegründet. 1972 ging die unternehmerische Verantwortung an die zweite Generation über. Zu diesem Zeitpunkt zählte das Unternehmen 43 Mitarbeiter und erzielte einen Jahresumsatz von 25 Millionen Franken. Unter Führung von Reto E. Meier expandierte das Unternehmen in den folgenden drei Jahrzehnten zu einem internationalen Konzern. Diese Zeit war vor allem durch Übernahmen geprägt, die laufend in den heranwachsenden Konzern integriert wurden.
Die erste Firmenübernahme und damit der Einstieg in die Klimatechnik erfolgte 1975 durch Akquisition von Defensor, einem damaligen Pionierunternehmen und Marktführer in der Luftbefeuchtung. Mit der Gründung der WMH Walter Meier Holding AG gab sich die Unternehmensgruppe 1976 eine Holdingstruktur. 1977 folgte der Einstieg in die Heiztechnik durch Übernahme der Firma Oertli inklusive ausländischer Tochtergesellschaften.
1981 verstärkte das Unternehmen seine Stellung in der Luftbefeuchtung durch Übernahme der Firmen Condair sowie der nordamerikanischen Nortec. Mit der 1982 erfolgten Akquisition der Firma Procalor baute WMH den Bereich Heiztechnik aus und stieg in den Heizungsgrosshandel ein. 1985 erfolgte die Publikumsöffnung und der Börsengang. Mittlerweile zählte das Unternehmen 1'506 Mitarbeiter und erzielte einen Jahresumsatz von 265 Millionen Franken. 1988 baute WMH seine Aktivitäten in Nordamerika durch Übernahme von Jet, einem in der Folge branchenführenden Unternehmen in den Bereichen Holz-/Metallbearbeitungsmaschinen und Hebewerkzeuge, weiter aus.
1990 erfolgte die Akquisition der Firma Vestol, die mit Procalor zur auf Systemen zur Wärmeerzeugung und Wärmeverteilung spezialisierten Vescal fusioniert wurde. 1991 übernahm WMH das damals führende deutsche Unternehmen für Luftbefeuchtung, Barth+Stöcklein. Mit der 1994 getätigten Übernahme von Climatechnique Kobra baute WMH den Bereich Klimatechnik in der Schweiz weiter aus. 1995 wurden die zuvor zugekauften Unternehmen Defensor, Condair, Barth+Stöcklein, Kobra und weitere in die neu gegründete, auf Luftbefeuchtung spezialisierte Tochtergesellschaft Axair zusammengelegt.
2001 und 2002 folgten mehrere Akquisitionen, in Deutschland die in der Industriebefeuchtung tätige Draabe Industrietechnik, in der Schweiz die im Handel von CNC-Werkzeugmaschinen tätige Mato, in den USA die mit Metallbearbeitungsmaschinen und Werkzeugen aktive Wilton und in Grossbritannien die im Klimahandel tätige Climate Equipment.
Mit dem 2006 erfolgten Eintritt von Silvan G.-R. Meier als CEO ging die unternehmerische Führung an die dritte Generation über. 2007 richtete sich der Konzern neu aus und fokussiert sich seither auf die beiden Kernbereiche Klima und Fertigung. Dabei wurden verschiedene nicht zum Kerngeschäft zählende Beteiligungen verkauft und der bisherige Firmenname WMH Walter Meier Holding AG in Walter Meier AG geändert. In der Walter Meier (Klima Schweiz) AG wurden 2007 AxAir, Oertli und Vescal zusammengeführt. Mit der Übernahme der TK 3000 AG entstand die heutige Meier Tobler Lüftungshygiene AG.
Mit der Integration der Friap Feuron baute Walter Meier 2014 den Bereich Speicher- und Wassererwärmer aus. Der Bereich Fertigungstechnik wurde per 11. Dezember 2015 an den ehemaligen Geschäftsleiter Jochen Nutz verkauft.
Die Inbetriebnahme des zentralen und hochautomatisierten Dienstleistungs-Centers in Nebikon veränderte 2017 die Lager- und Verteillogistik.
Die Walter Meier AG erwarb am 6. April 2017 das Gebäudetechnik-Unternehmen Tobler Haustechnik AG und schloss sich mit diesem zum 1. Januar 2018 zur Meier Tobler AG zusammen. Das fusionierte Unternehmen tritt im Grosshandel von Produkten, Komponenten und Zubehör, im Systemgeschäft sowie im Servicegeschäft am Markt auf.
Am 26. Oktober 2018 gab Meier Tobler bekannt, das mit der Tobler Haustechnik übernommene Tochterunternehmen Keramikland zu schliessen.
Per 1. Mai 2023 hat Meier Tobler die Firma Oelbrennerservice Kurt Schmid AG in Gstaad übernommen.
Am 28. Juni 2024 hat Meier Tobler bekanntgegeben, die Meier Tobler Lüftungshygiene AG an die Hälg Group zu verkaufen, um sich in Zukunft auf die Bereiche Handel, Wärmeerzeugung, Klimasysteme und Service zu konzentrieren.
Dienstleistungscenter Oberbuchsiten (DCO)
Um interne Prozesse zu vereinfachen und die ganze Schweiz aus einem einzigen Lager zu beliefern, hat sich Meier Tobler 2020 dazu entschlossen, das Dienstleistungscenter Oberbuchsiten (DCO) zu bauen und die bisherigen beiden Standorte Nebikon und Däniken zu ersetzen. Die Baueingabe fand am 11. Dezember 2020 statt, der Spatenstich erfolgte am 21. September 2021. Die Aufrichte wurde am 6. Oktober 2022 begangen. Am 5. Juni 2023 erfolgte die erste Belieferung ab dem DCO. Im DCO stehen rund 75 Mitarbeitende in der Logistik sowie weitere 45 in der Administration, im Service und im Produktmanagement im Einsatz. Die Lagerlogistik erfolgt zu einem wesentlichen Teil automatisiert.
Auf dem Dach des Gebäudes befindet sich eine 2-Megawatt-Peak-Photovoltaik-Anlage mit einer Fläche von 12'000 Quadratmetern, mit welcher das DCO selbst sowie 350 Haushalte in der Region mit Strom versorgt werden. Ende 2023 galt diese als eine der grössten Anlagen dieser Art im Schweizer Mittelland.
Grosshandel im Zentrum
Meier Tobler führt unter dem Namen Marché in der ganzen Schweiz 47 Abholmärkte für Haustechnik-Fachleute. Am 8. Oktober 2020 wurde in Wallisellen ZH der erste rund um die Uhr geöffnete Marché24 eröffnet.
Installationsbetriebe als Partner
Meier Tobler ist ein Handels- und Serviceunternehmen. Es verkauft die Produkte und sorgt nach der Installation mit dem eigenen Service für deren Wartung und Reparaturen. Die Installationen übernehmen ausschliesslich unabhängige Installationsbetriebe.
Fokus energetische Sanierungen von Gebäuden/Nachhaltigkeit
Zum Erreichen der Klimaziele 2050 des Bundes setzt das Unternehmen nach eigenen Angaben auf das Sanierungsgeschäft. 2024 hat Meier Tobler erstmals einen Nachhaltigkeitsbericht veröffentlicht.

## Geschäftsleitung
Die Geschäftsleitung setzt sich wie folgt zusammen:
- Roger Basler[27], CEO
- Lukas Leuenberger[28], CFO
- Patrik Forster[29], Leiter Verkauf und Marketing
- Madhura Judex[30], Leiterin Human Resources
- Simon M. Kalbermatten[31], Leiter Service
- Oscar Wahlstrand[32], Leiter Produktmanagement
- Georg Englisch-Weinhofer[33], Leiter Supply Chain Management